# 차이쩌민

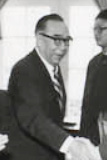
1981년 10월 29일 아들 차이웨이(당시 36세)와 함께 로널드 레이건 당시 미국 대통령(당시 70세)에게 백악관 초대 및 접견을 받은 당시 65세 시절의 차이쩌민 주미 중공 대사

차이쩌민(柴澤民(채택민), 1916년 10월 14일~2010년 6월 7일)은 중화인민공화국의 에스페란티스토 출신의 외교관 겸 정치인이다.

## 일생

### 주요 전력
중공 역사상 최초의 본격적인 정식 주미 중공 대사 출신인데 1971년 둥비우(董必武) 당시 중화인민공화국 국가부원수 겸 국가원수 권한대행·저우언라이(周恩來) 당시 중화인민공화국 총리·린뱌오(林彪) 당시 중화인민공화국 부총리 겸 총리 권한대행 등을 비롯한 중화인민공화국 측과 리처드 닉슨(Richard Nixon) 당시 미국 대통령·헨리 키신저(Henry Kissinger) 당시 미국 국무부의 국무장관 비서실의 국가안보담당보좌관 등을 비롯한 미국 측 양국 간의 "핑퐁 외교"가 수립된 후 중화인민공화국에서 소위 탁구를 비롯한 스포츠가 의외로 점차 개방되었으며 훗날 차이(柴)는 1974년 9월 2일을 기하여 이집트 주재 중공 대사 직책에서 퇴직 이후 1979년 3월 29일부터 1983년 1월 8일까지 초대 미국 주재 중공 대사 직책을 4년 남짓 지냈다.

### 생애
1916년 10월 14일, 국민정부 대륙 본토 시대 중화민국의 산시성(섬서성)의 원시(문희)의 어느 빈민 집안에서 아버지 차이닝(柴寧, 채영, 1888.02.29.~1916.06.27.)과 어머니 리둥찬(李東燦, 이동찬, 1895.03.23.~1980.02.15.)의 무녀독남이자 유복자로 출생한 그는, 1918년 7월에서부터 1929년 3월까지 어언 11년 동안 쓰촨 성 충칭(重慶, 중경)의 외갓댁 작은외할아버지(어머니의 친정 삼촌)의 사갓댁에서 자랐으며, 1933년 공산당에 입당을 한 그는 훗날 중국공산당 당무위원 직위와 헝가리 주재 중화인민공화국 대사 직책(1964년 7월 8일 퇴직)과 기네 공화국 주재 중화인민공화국 주재 대사 직책(1967년 6월 18일 퇴직)과 이집트 주재 중화인민공화국 대사 직책(1974년 9월 2일 퇴직)과 타이 군주국 주재 중화인민공화국 대사 직책(1978년 5월 15일 퇴직)을 거쳐 1979년 3월 29일부터 1983년 1월 8일까지 미국 주재 중화인민공화국 대사(1983년 1월 8일 퇴직) 등을 지냈으며, 에스페란티스토주의로써 중공 자국 국수주의 성향 통일적 다민족국가론(동북공정·서남공정·서북공정 등의 전신 중 한 가지)를 비판하였고, 황화(黃華) 전직 중공 부총리 등에게 총애를 받았으며, 우쉐첸(吳學謙) 전직 중공 외교부 부장 등에게 존경을 받았다.

#### 가족 관련 생애

##### 부인: 펑푸넝(馮弗能, 1911년 9월 26일~1979년 3월 11일)
차이쩌민(柴澤民)의 부인은 5년 연상의 펑푸넝(馮弗能, 풍불능, 아명(兒名)은 펑페이넝(馮彿能, 풍비능, 1911년 9월 26일~1979년 3월 11일(67세), 펑위샹 장군의 슬하 3남 6녀 중 장녀.)이고, 1935년 10월 10일 중화쌍십절(中華雙十節) 당시 류위린(劉玉麟) 전직 영국 주재 중화민국 특명전권공사(외교관 출신)의 2번째 부인(夫人)이었던 펑푸넝(馮弗能)을 국민정부 시대 중화민국 대륙(본토) 광둥 성 광저우(廣州)에서 처음으로 만났으며, 그로부터 7년 후 1942년 9월 22일, 류위린(劉玉麟)이 향년 80세로 하세하자 이듬해 1943년 8월 19일, 광저우(廣州)에서 당시 32세의 펑푸넝(馮弗能) 그녀와 결혼하였으니 당시 그는 처음이자 마지막 결혼으로 27세였고 부인 펑푸넝(馮弗能)은 3번째 결혼이자 마지막 결혼이었는데 1년 후 그는 5년 연상 부인 펑푸넝 여사와 사이에서 1944년 8월 28일, 28세 나이로 맏딸 차이위원(柴鈺紋, 채옥문)을 득녀하였으며 이듬해 1945년 12월 9일, 29세 나이로 막내아들 차이웨이(柴梶, 채미)를 득남하였다.

##### 장모: 류더전(劉德貞, 1879년 3월 5일~1923년 9월 4일)
중화민국 국민정부 대륙 본토 시대 중국국민당 당내에서 쫓겨난 예비역 중화민국 육군 예하 국민혁명군 일급상장 출신 군인 겸 정치인 펑위샹(馮玉祥) 전직 중화민국 행정원 부원장(국민정부 대륙 시대 군벌 출신)은 차이쩌민의 장인(丈人)이며, 류더전(劉德貞, 유덕정, 1879년 3월 5일~1923년 9월 4일(44세), 펑위샹의 초배 부인.) 여사는 장모(丈母)이고, 중국공산당 인민정치협상회의 부의장 등을 지낸 리더취안(李德全, 이덕전, 1896년 8월 9일~1972년 4월 23일(75세), 펑위샹의 계배 부인.) 여사는 처계모(妻繼母)가 된다.

#### 1943년 차이쩌민(柴澤民)과 펑푸넝(馮弗能)의 결혼과 1979년까지 36년간의 해로
차이쩌민의 부인 펑푸넝(馮弗能)은 1926년 3월 29일 장징궈(蔣經國, 훗날 자유중화민국 타이완 총통 역임.)와 첫 결혼하였지만 결국 이듬해(1927년) 8월 29일, 장징궈(蔣經國)와 이혼 후 이듬해 1928년 12월 18일 류위린(劉玉麟, 지난날 영국 주재 중화민국 특명전권공사 역임.)과 재혼하였으나 14년이 지난 1942년 9월 22일, 류위린(劉玉麟)과 사별 후 이듬해인, 1943년 8월 19일 차이쩌민(柴澤民) 그와 3번째 결혼하여 1남 1녀를 얻었으며, 중국공산당 인민정치협상회의 부의장 비서실 예하 공보비서관 등을 역임하였다.

### 1979년 펑푸넝(馮弗能)을 상배 후 고손자까지 모두 5대를 본 만년
펑위샹 장군의 슬하 3남 6녀(9남매) 중 장녀이자 셋째가 바로 배우자 펑푸넝 여사인지라, 차이쩌민은 펑위샹(풍옥상)의 맏사위(첫째사위)이며, 훗날 1979년 3월 11일을 기하여 부인 펑푸넝 여사를 향년 68세로 상배한 차이쩌민은, 1980년 2월 15일 미국 주재 중공 대사로 있던 가운데 맏딸과 맏사위가 친정 할머니이자 장조모로 모시던 어머니 리둥찬 여사의 향년 85세로 하세한 부음을 맏딸이 부고로 전한 전언으로 접한 채 임종을 보지 못하는 슬픔도 겪었지만, 중공 대륙 본토 정치외교가 집안으로써는야 보기에 드물게도 생전에 증손자와 고손자까지 모두 보는 등 직계 5대를 거느리는 제법 단란한 직계 가통을 유지하였으며 부인(夫人)을 상배(喪配)한지도 31년 후 2010년 6월 7일을 기하여 외동딸 부부와 그 후손(외손녀 부부, 외손자 부부), 외동아들 부부, 친손자 부부, 증손자 부부, 고손자 등이 임종을 지켜보는 와중에 향년 94세로 자연사하였다.